# Russel Wright (Rennfahrer)
Russel Wright (* 1929 in Invercargill, Neuseeland; † 29. Januar 2013) war ein neuseeländischer Motorradrennfahrer. Er hielt von 1955 bis 1956 den Geschwindigkeitsrekord für Motorräder mit 298 km/h.

## Leben
Der Erlös aus Kaninchenjagd ermöglichte ihm in seiner Jugend den Kauf eines kleinen James-Zweitakters, er fuhr Rennen auf dem Strand, Berg- und Grasbahnrennen sowie Speedway. Er freundete sich mit Burt Munro an, der damals den neuseeländischen Motorrad-Geschwindigkeitsrekord hielt.
Mitte 1952 war er Teilhaber einer Baufirma, was ihm die Anschaffung einer von 31 gebauten Vincent Black Lightning erlaubte. Zwar war es die Wettbewerbsausführung der Black Shadow, doch erhielt Wright Unterstützung von dem schottischen Einwanderer Bob Burns, der die Leistung des Motorrads steigerte und eine fischförmige Stromlinienverkleidung beisteuerte.
Damit schickte Wright sich am 2. Juli 1955 an, den Geschwindigkeitsweltrekord für Motorräder zu brechen, den seit 1951 Wilhelm Herz hielt. Der Ort hierfür war eine einfache Straße bei Swannanoa in der Gegend von Christchurch, mit Hecke, Zuschauern, Drahtzäunen und einem unbefestigten Randstreifen. Zwei Durchfahrten zwischen den Apparaturen der anwesenden FIM-Zeitnehmer waren nötig. Die Straße trocknete noch vom in der vorangegangenen Nacht gefallenen Regen und die mit einem lauten Schlag verbundene Kollision mit einem Vogel war beim ersten Lauf ein eher beiläufiges Vorkommnis. Auf der Rückfahrt wurde Wright nach dem Passieren einer Hecke jedoch von Wind abgedrängt und raste fast in eine Zuschauergruppe. Als Ergebnis hatte er im Mittel aus zwei Läufen eine Geschwindigkeit von 298 km/h (185 mph) und damit den Weltrekord.
Man baute noch eine Art Beiwagen an das Gefährt und Bob Burns stellte mit 261 km/h den Rekord für Motorradgespanne ein. Von dem britischen Magazin The Motor Cycle erhielt Wright einen Preis in Höhe von 1000 £, den er mit Burns teilte. Als Wilhelm Herz 1956 mit 339 km/h auf den Bonneville Salt Flats mit seiner NSU Delphin III den Titel zurückholte, war auch Russel Wright zugegen, kam aber nur auf 319 km/h.
Wright blieb zunächst im Baugeschäft, verkaufte Zäune und erbrachte Leistungen mit einer von ihm gekauften Planierraupe. Schließlich war er Vertreter für National Mutual. 2001 machte ihn der British World Speed Record Club zum Ehrenmitglied.